# 1. FC Schweinfurt 05
1.Fußball-Club Schweinfurt 05 e.V. - Verein für Leibesübungen é uma agremiação esportiva alemã fundada a 5 de maio de 1905 e sediada em Schweinfurt, na Baviera.

## História
Fundado em 1905, passou logo a atuar nas ligas locais. A equipe tentou uma fusão com o Turngemeinde Schweinfurt von 1848, que durou de 1928 a 1930 antes que ambos se separassem. A denominação passou a ser 1. Fussball-Club Schweinfurt 1905 VfL. Enquanto o clube não colheu os benefícios esperados a partir da breve união, melhorou drasticamente após se restabelecer como um clube independente. O número de associados cresceu significativamente e novos departamentos de outros esportes foram criados na organização.
O Schweinfurt, finalmente, ganhara seu status de primeira classe a partir de seu ingresso na Bezirksliga Bayern em 1931. O clube teve um par de temporadas bem sucedidas na Gauliga, vencendo a Gauliga Bayern, em 1939, e 1942, se qualificando para a fase nacional do campeonato alemão.
Após a Segunda Guerra Mundial, o time foi integrado na Oberliga Süd, na qual atuou até a formação, em 1963, da Bundesliga, a nova liga profissional do futebol alemão. Um ano depois se encontrava na segunda divisão, a Regionalliga Süd. Em 1966, o time fez grande avanço para chegar à Bundesliga, mas não conseguiu ascender ao nível superior. Com a introdução da 2. Bundesliga Süd, em 1974, o Schweinfurt se qualificou para esse novo módulo, apesar de ter terminado em 15º na temporada anterior da Regionalliga.
Após 1976, o time começou a vacilar. Os maus resultados e problemas financeiros o levaram a cair para a Amateurliga Bayern (III) e, em seguida, pela primeira vez, em 1984, para a Bayern Landesliga-Nord (IV). O Schweinfurt passou então a alternar entre os níveis III e IV, com apenas um par de breves aparições na 2. Bundesliga nas temporadas 1990-1991 e em 2001-2002.
Desastres infelizmente aconteceram em 2004 quando o time foi forçado a deixar a Regionalliga Süd (III) por causa de razões financeiras e, em 2005, quando o clube foi à falência, seus resultados na Oberliga Bayern (IV) foram anulados. A equipe então se reestruturou e desde então tem obtido algum sucesso, trabalhando o seu caminho de volta para a Oberliga Bayern (IV).
O time lutou desde o início da temporada 2007-2008 na Oberliga Bayern, mas melhorou no segundo semestre. No final, um 16º lugar significava que o clube deveria passar por uma rodada de promoção/descenso com os terceiros colocados da Landesliga. Depois de uma vitória convincente na primeira fase sobre o DJK Vilzing por 5 a 1, a final foi perdida para o TSV Rain am Lech, por 3 a 0, após prorrogação. Esse resultado significou que o FCS teria de retornar à Landesliga na temporada seguinte, mas a recusa de uma licença para o Sportfreunde Siegen à Regionalliga, além da promoção do FC Eintracht Bamberg, em seu lugar, significou a permanência do FCS na mesma divisão.

## Títulos
Ligas
- Gauliga Bayern
  - Campeão: (2) 1939, 1942;
- Regionalliga Süd (II)
  - Campeão: 1966;
- Oberliga Bayern (III, IV)
  - Campeão: (2) 1990, 1998;
  - Vice-campeão: (2) 1982, 1989;
- Landesliga Bayern-Nord (IV, V, VI)
  - Campeão: (3) 1984, 1986, 2007;
  - Vice-campeão: 2010;

Copas
- Unterfranken Cup
  - Campeão: (3) 1996, 2006, 2009;
- Bayern Cup
  - Campeão: (3) 1933, 2017, 2018;

Categorias de base
- Campeão sub-19 da Baviera
  - Campeão: 2001;
  - Vice-campeão: (3) 1961, 1966, 1968;
- Campeão sub-17 da Baviera
  - Campeão: 2005;
  - Vice-campeão: 1995;
- Campeão sub-15 da Baviera
  - Vencedor: 2003;
  - Vice-campeão: (2) 1986, 1994;

## Cronologia recente
A recente performance do clube:
| Temporada | Divisão                | Módulo | Posição |
| 1999–2000 | Regionalliga Süd       | III    | 11ª     |
| 2000–01   | Regionalliga Süd       | III    | 3ª ↑    |
| 2001–02   | 2nd Bundesliga         | II     | 17ª ↓   |
| 2002–03   | Regionalliga Süd       | III    | 12ª     |
| 2003–04   | Regionalliga Süd       | III    | 15ª ↓   |
| 2004–05   | Oberliga Bayern        | IV     | 19ª ↓   |
| 2005–06   | Landesliga Bayern-Nord | V      | 7ª      |
| 2006–07   | Landesliga Bayern-Nord | V      | 1ª ↑    |
| 2007–08   | Oberliga Bayern        | IV     | 16ª     |
| 2008–09   | Oberliga Bayern        | V      | 17ª ↓   |
| 2009–10   | Landesliga Bayern-Nord | VI     | 2ª ↑    |
| 2010–11   | Oberliga Bayern        | V      | 9ª      |
| 2011–12   | Oberliga Bayern        | V      | 13ª     |
| 2012–13   | Oberliga Bayern        | V      | 1ª ↑    |
| 2013–14   | Regionalliga Bayern    | IV     | 16ª     |
| 2014–15   | Regionalliga Bayern    | IV     | 13ª     |
| 2015–16   | Regionalliga Bayern    | IV     | 14ª     |
| 2016–17   | Regionalliga Bayern    | IV     | 8ª      |
| 2017–18   | Regionalliga Bayern    | IV     |         |

## Aparições na DFB-Pokal
O time se classificou para a primeira fase da Copa da Alemanha por várias vezes. Sua melhor campanha foi quando chegou à semifinal, em 1936, quando perdeu por 3 a 2 para o FC Schalke 04, o mais próximo de um título nacional. Todos os seus outros empreendimentos na taça nacional terminaram na primeira fase ou na segunda, exceto em 1989-1990, quando perdeu para o Eintracht Braunschweig na terceira rodada.